# Dan Kolow

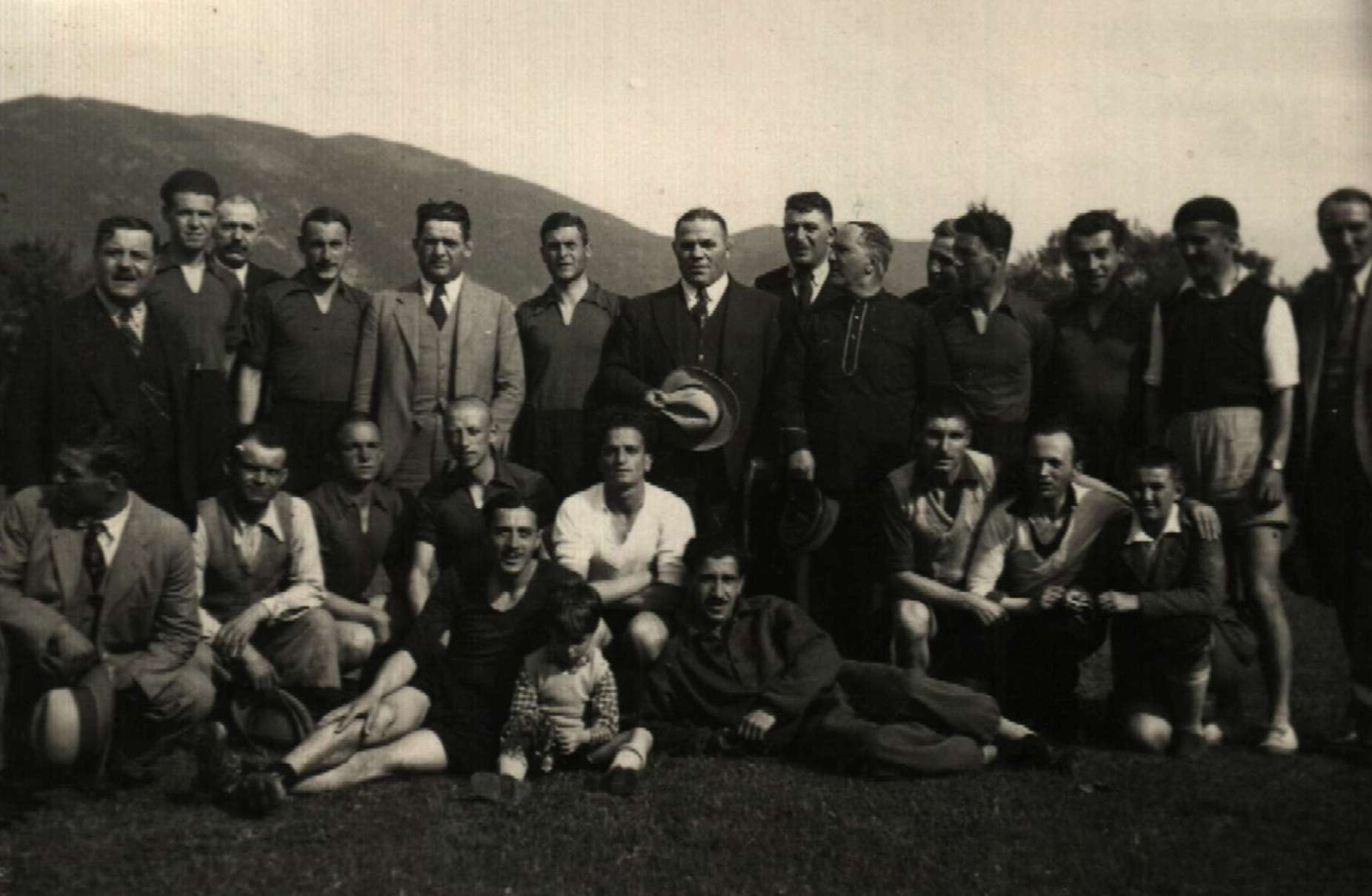
Gruppenbild mit Dan Kolow (rechts in der Bildmitte)

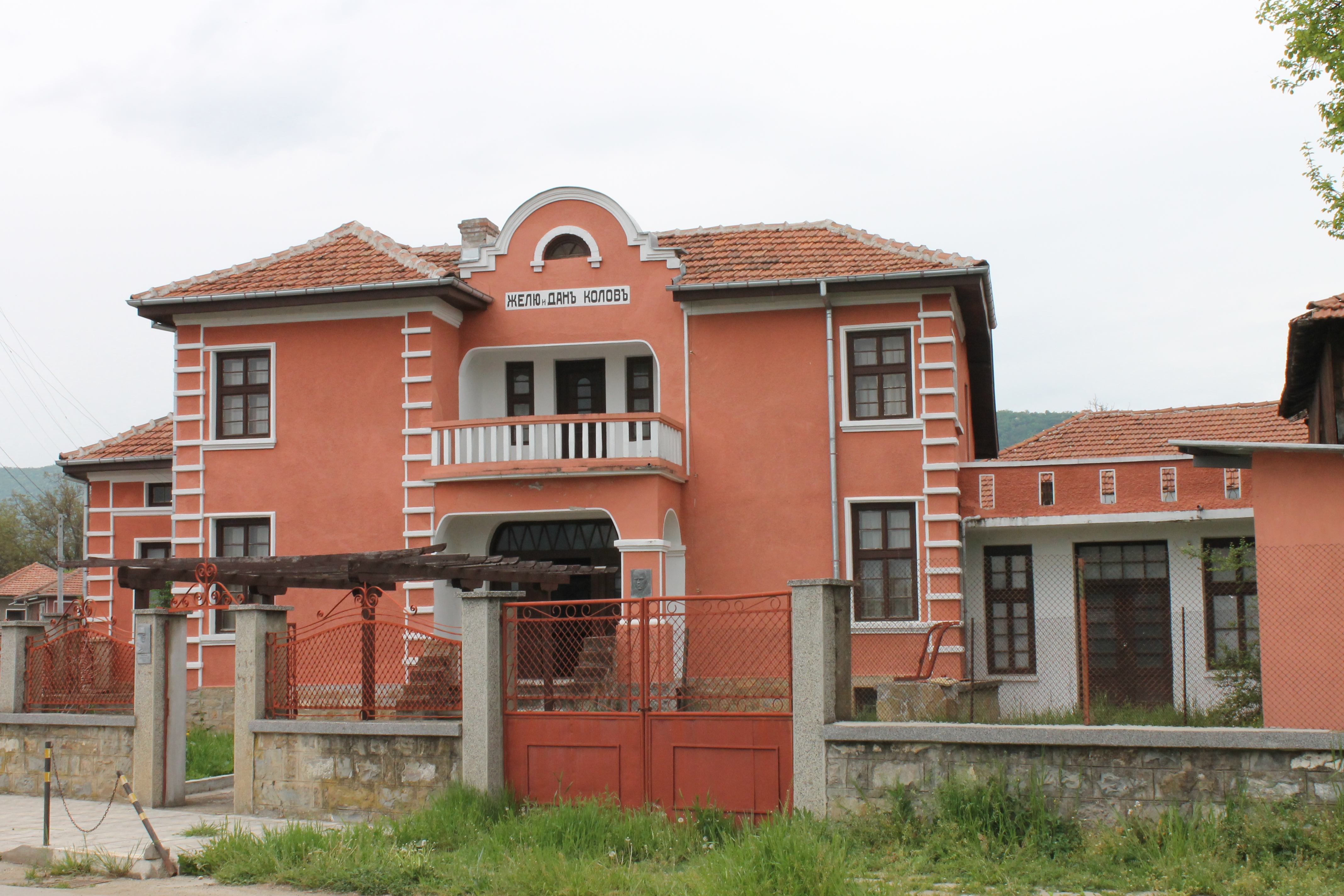
Museum Haus Dan Kolow in Sennik, Bulgarien

Dan Kolow, eigentlich Dontscho Kolew Denew (bulgarisch Дан Колов; * 27. Dezember 1892 in Sennik; † 26. März 1940 ebenda) war ein bulgarischer Ringer und „Professional Catcher“.

## Leben
Der in Bulgarien geborene Dan Kolow wanderte 17-jährig in die USA aus und wurde dort zu einem erfolgreichen Berufsringer. Nachdem er das Ringen zunächst als Autodidakt erlernt hatte, wurde er dann von Zbyszko Cyganiewicz trainiert. Insgesamt absolvierte er zumindest 115 Profikämpfe, von denen er 48 gewann, 47 verlor bei 20 Unentschiedenen. Er war der erste Ringer, dem es gelang, den Diamond Belt im Schwergewicht der Profiringer zweimal zu gewinnen. In den 1930er Jahren wurde er dreimal europäischer Meister im Schwergewicht.
Dan Kolow kehrte nach dem Ende seiner Profikarriere wieder zurück nach Bulgarien und wurde dort als Nationalheld empfangen. Er engagierte sich dort sehr für wohltätige Zwecke, organisierte Wettkämpfe und spendete die Einnahmen. Das erste bulgarische Passagierflugzeug wurde mit seiner Unterstützung angeschafft. Er beteiligte sich auch in erheblichem Umfang an der Finanzierung der Verteidigung Georgi Dimitroffs im Reichstagsbrandprozess.
Dan Kolow starb 1940 an Tuberkulose. Er wurde mit militärischen Ehrenbezeugungen beigesetzt.
Alljährlich findet in Sofia mit dem Dan Kolow & Nikola Petrow-Memorial ein Ringerwettkampf zu seinen Ehren statt. 1999 wurde sein Leben im bulgarischen Film Dan Kolov - tzaryat na kecha verfilmt. In der Fernsehshow Welikite Balgari wurde Kolow im Jahr 2006 von den bulgarischen Fernsehzuschauern auf Platz 31 der größten Bulgaren gewählt.